# أسبري (آيت بوغدا)
أسبري هو دُوَّار يقع بجماعة أزيار، عمالة أكادير إدا وتنان، جهة سوس ماسة في المملكة المغربية. ينتمي الدوّار لمشيخة آيت بوغدا التي تضم 3 دواوير. يقدر عدد سكانه بـ 482 نسمة حسب الإحصاء الرسمي للسكان والسكنى لسنة 2004.

## روابط خارجية
- البوابة الوطنية للجماعات الترابية
- المندوبية السامية للتخطيط